# Sanriku (Iwate)
 (signalé en mai 2025).
Si vous disposez d'ouvrages ou d'articles de référence ou si vous connaissez des sites web de qualité traitant du thème abordé ici, merci de compléter l'article en donnant les références utiles à sa vérifiabilité et en les liant à la section « Notes et références ».
- Archive Wikiwix
- Bing
- Cairn
- DuckDuckGo
- E. Universalis
- Gallica
- Google
- G. Books
- G. News
- G. Scholar
- Persée
- Qwant
- (zh) Baidu
- (ru) Yandex
- (wd) trouver des œuvres sur Wikidata

Sanriku (三陸町, Sanriku-chō) était un bourg situé dans le district de Kesen de la préfecture d'Iwate, au Japon.

## Géographie
Sanriku est situé dans le sud-ouest de préfecture d'Iwate, sur la côte de Sanriku.

## Histoire
Le village de Sanriku a été créé le 30 septembre 1956 de la fusion des villages de Yoshihama, Okirai et Ryori, tous issus du district de Kesen. Il obtient le statut de bourg le 1er avril 1967.
Le 15 novembre 2001, Sanriku a été intégré à la ville d'Ōfunato et n'existe donc plus en tant que municipalité indépendante.
Au 30 septembre 2005, Sanriku avait une population estimée à 8 322 habitants et une densité de population de 60,69 hab./km2. La superficie totale était de 137,13 km2.